# Ли, Уильям (изобретатель)
Уильям Ли (1550 — 1614, Париж) — английский священник и изобретатель первой в мире вязальной машины, принцип работы которой актуален по сей день. Родился в Калвертоне, Ноттингемшир (Англия). Поступил в Колледж Христа (Кембридж) в 1579 году. Закончил обучение в 1582 году, выпускник Колледжа Святого Иоанна (Кембридж).

## Вязальная машина
Ли служил священником в Калвертоне, когда, как считается, он создал вязальную машину, потому как девушка, за которой он ухаживал, проявляла больший интерес к вязанию, чем к нему (или, по другой версии, его жена очень плохо и медленно вязала). Его первая машина производила грубую шерсть для чулок. Обратившись за выдачей патента к Елизавете I и получив отказ, он построил усовершенствованную машину, которая увеличила количество игл на дюйм с 8 до 20 и производила шелк с более тонкой текстурой. Королева снова отказала ему в патенте, аргументируя свое решение заботой о вязальщицах, чьи средства к существованию могли оказаться под угрозой из-за такой механизации. Елизавета сказала: «Вы замахиваетесь слишком высоко, мастер Ли. Подумайте о моих бедных подданных. Это лишит их работы, сделает нищими». Скорее всего, беспокойство королевы было проявлением страха гильдий чулочно-носочных изделий, что изобретение сделает навыки их ремесленников ненужными.
Потерпев неудачу с получением патента, 6 июня 1600 года Уильям заключил партнёрское соглашение с Джорджем Бруком, но, по несчастью, Брук был арестован по обвинению в государственной измене и казнен в 1603 году. В конце концов, он переехал во Францию со своим братом Джеймсом, взяв с собой 9 рабочих и 9 вязальных машин. Уильям Ли заручился поддержкой французского гугенота Генриха IV, который и предоставил ему патент. Ли начал производство чулок в Руане, Франция, и его дело процветало до тех пор, пока Ли незадолго до убийства Генриха в 1610 году не подписал контракт с Пьером де Ко на поставку вязальных машин для производства шелковых и шерстяных чулок. Политический климат Франции резко изменился после смерти короля, и, несмотря на переезд Ли в Париж, его права на патент были проигнорированы, и он умер бедняком в 1614 году.
После смерти Ли его брат Джеймс вернулся в Англию и избавился от большинства машин в Лондоне, прежде чем переехать в Торотон, недалеко от Ноттингема, где ученик Ли Джон Астон (или Эштон), мельник, продолжал работать над машиной и произвел ряд улучшений. Это привело к созданию двух вязальных центров, одного в Лондоне и одного в Ноттингеме. В XVIII веке Лестер соперничал с Ноттингемом за лидерство в отрасли в английском Ист-Мидлендсе.
Четырёхсотлетие изобретения было отмечено в 1989 году публикацией книги исторических исследований.